# Gibbafroneta gibbosa
Gibbafroneta gibbosa är en spindelart som beskrevs av Merrett 2004. Gibbafroneta gibbosa ingår i släktet Gibbafroneta och familjen täckvävarspindlar.
Artens utbredningsområde är Kongo. Inga underarter finns listade i Catalogue of Life.